# Pornassio
Pornassio (im Ligurischen: Purnàssiu) ist eine norditalienische Gemeinde mit 569 Einwohnern (Stand 31. Dezember 2023) in der Region Ligurien, politisch gehört sie zur Provinz Imperia.

## Geographie
Pornassio liegt in einer südlich ausgerichteten Talsenke, in einer Übergangszone von alpiner zu einer mediterranen Umwelt. Die Gemeinde selbst besteht aus fünf, weit verstreuten Siedlungen entlang einer antiken Salzstraße. Die Siedlungen Ponti di Pornassio, Villa, San Luigi, Ottano-Case Rosse und Nava weisen untereinander einen maximalen Höhenunterschied von 500 Metern auf. Pornassio gehört zu der Comunità Montana Alta Valle Arrocscia und ist circa 34 Kilometer von der Provinzhauptstadt Imperia entfernt.
Nach der italienischen Klassifizierung bezüglich seismischer Aktivität wurde die Gemeinde der Zone 3 zugeordnet. Das bedeutet, dass sich Pornassio in einer seismisch wenig aktiven Zone befindet.

## Klima
Die Gemeinde wird unter Klimakategorie E klassifiziert, da die Gradtagzahl einen Wert von 2866 besitzt. Das heißt, die in Italien gesetzlich geregelte Heizperiode liegt zwischen dem 15. Oktober und dem 15. April für jeweils 14 Stunden pro Tag.

## Weinbau
Das Weinbaugebiet von Pornassio und umliegenden Ortschaften bringt DOC-Weine hervor, die ihre „kontrollierte Herkunftsbezeichnung“ seit dem 16. September 2003 haben. Diese wurde zuletzt am 7. März 2014 aktualisiert.
Die Weine mit der Bezeichnung Pornassio DOC oder Ormeasco di Pornassio DOC werden als folgende Weintypen produziert (aus mind. 95 % Dolcetto – lokal auch Ormeasco genannt – und max. 5 % andere rote Rebsorten): Rotweine, Passito-Weine und Likörweine.

## Persönlichkeiten
- Raphael von Pornassio (vermutlich 1388–1467), Theologe im Dominikanerorden